# 远东联邦大学
远东联邦大学（俄语：Дальневосточный Федеральный университет）是在一所位于俄罗斯滨海边疆区符拉迪沃斯托克的高等教育机构。

## 沿革
远东联邦大学于2011年由远东国立大学、远东技术大学和太平洋经济大学合并而成，是远东地区最现代化的大学。
俄罗斯远东联邦大学是俄罗斯贝加尔湖以东至太平洋广阔土地上的第一所古典式大学，前身是成立于1899年10月21日的海参崴东方学院。1920年，东方学院和一些私立学校合并成了远东国立大学，大学共有三个系：东方系、历史语文系和社会科学系。1930年，斯大林下令学校停办。1956年，根据赫鲁晓夫的命令重新开放。1950年到1990年是远东国立大学蓬勃发展的时期，学校规模扩大并成立了一些新的院系和研究所。开始招收副博士生和全博士生，创办了答辩委员会、生物研究所、物理研究所等。2009年，俄罗斯联邦总统德米特里·梅德韦杰夫签署命令，在俄罗斯各联邦区成立联邦级别的高水平大学。2010年10月7日，弗拉基米尔·弗拉基米洛维奇·米克鲁舍夫斯基被任命为远东联邦大学第一任校长。远东联邦大学的现代发展战略立足于将古典大学结构中的自然科学知识、工程知识和技术与现代的创新信息技术的完美融合。2010年12月17日，俄罗斯联邦政府总理弗拉基米尔·普京签署了《远东联邦大学发展纲要（2010—2019年）》。该纲要指出，学校的优先发展方向是：海洋资源，能源技术，纳米技术和纳米材料，物流运输，亚太国家区域研究，以及生物医学。
2011年1月27日，俄罗斯教育科学部长安德烈·福尔先科签署命令，将远东国立大学、远东国立技术大学、太平洋国立经济大学和乌苏里斯克国立师范学院合并为远东联邦大学。同年6月1日，学校合并工作完成。2012年3月，米克鲁舍夫斯基出任滨海边疆区区长。同年7月，俄罗斯联邦教育与科学部原副部长谢尔盖·弗拉基米罗维奇·伊万涅茨被任命为远东联邦大学校长。2012年9月，亚太经济合作组织领导人第二十四次峰会在刚刚落成的远东联邦大学新校区举行。新校区位于符拉迪沃斯托克以南的俄罗斯岛，占地面积50万平方米，是俄罗斯远东地区乃至全俄罗斯最现代化的校园。为了本次峰会，当地政府特地修建了俄罗斯岛大桥和金角湾大桥，以便俄罗斯岛和市区、市区金角湾南北两侧的联系。
2016年3月，谢尔盖·伊万涅茨因涉嫌于2011年在与一家名为“现代大学”的企业签订信息系统协议时滥用职权，造成国有资产损失，被海参崴列宁区司法机关调查、拘留和起诉，因案件涉及机密，移交太平洋舰队军事法院审理。同时被捕的还有两名副校长：主管科学和创新事务的阿列克谢·车（出生于苏联时期哈萨克的朝鲜族）和主管财经事务的维克多·阿塔玛纽克。此后伊万涅茨一直被软禁在远东联邦大学位于海参崴主城区的一处宿舍里，但看管并不严格，可以自由出入。2019年11月，伊万涅茨因滥用职权罪被太平洋舰队军事法院判处七年监禁并处罚金50万卢布，2020年9月假释出狱，期间一直没有认罪。两名同案的前副校长分别被判处四年半和四年监禁。
2016年8月，莫斯科工业大学原副校长尼基塔·尤里耶维奇·阿尼西莫夫被任命为代理校长，次年12月被正式任命为校长。2021年7月，俄罗斯总理米哈伊尔·米舒斯京签署命令，任命阿尼西莫夫为國立高等經濟學院院长。
根据2021年的数据，学校共有11个学院，在乌苏里斯克（教育学院）、納霍德卡、阿尔谢尼耶夫和日本函馆有分校，在符拉迪沃斯托克、阿尔乔姆、阿尔谢尼耶夫、大卡缅、纳霍德卡、达利涅列琴斯克、达利涅戈尔斯克开设中等职业教育机构，在俄罗斯莫斯科、日本东京、厄瓜多尔瓜亞基爾、中国北京、越南河内设有办事处。与包括中国大陆和台湾在内的36个国家和地区的200余所高校有合作关系。黑龙江大学在该校设有孔子学院。

## 学费
| 学院 （学士学位）    | 学费（美元） |
| -------------------- | ------------ |
| 区域与国际研究学院   | 3400-3900    |
| 经济与管理学院       | 3400-6000    |
| 工程学院             | 2200-3800    |
| 法律学院             | 4500         |
| 艺术、文化与体育学院 | 3400-3800    |
| 人文科学学院         | 3200-3400    |
| 教育学院             | 2700-3000    |
| 自然科学学院         | 2200-3800    |
| 生物医学学院         | 2500-3800    |

| 学院 （硕士学位）    | 学费（美元） |
| -------------------- | ------------ |
| 区域与国际研究学院   | 3800-4200    |
| 经济与管理学院       | 3800-4100    |
| 工程学院             | 2400-4600    |
| 法律学院             | 4000-4900    |
| 艺术、文化与体育学院 | 3800-4600    |
| 人文科学学院         | 3500-3800    |
| 教育学院             | 3800-4000    |
| 自然科学学院         | 2400-4300    |
| 生物医学学院         | 2500-4300    |